# Walther Sohm
Walther Sohm (* 18. April 1909 in Miesenbach; † 19. November 2001 in Bösendürnbach (bei Mühlbach am Manhartsberg)) war ein niederösterreichischer Heimat- und Mundartforscher.

## Werdegang
Sohm maturierte 1929 an der Lehrerbildungsanstalt der Stadt Wiener Neustadt. Ab 1930 war er in mehreren Orten des Waldviertels und Weinviertels als Lehrer tätig. 1935 wurde er zum Oberlehrer ernannt und war in der Folge Leiter der Volksschule in Mühlbach am Manhartsberg. Im Juli 1972 trat er als Oberschulrat in den Ruhestand.
Sohm war über Jahrzehnte führend am Kulturleben der Region Manhartsberg beteiligt. Er war Beirat und Archivar des Waldviertler Heimatbundes und Obmann des Niederösterreichischen Joseph Misson-Bundes. Die Hingabe an den österreichischen Mundartdichter Joseph Misson bestimmte einen Großteil seines Lebens (so das postume Urteil seiner Tochter). Seiner Initiative ist die Renovierung des Geburtshauses dieses Dichters sowie die Umwandlung in eine Gedenkstätte mit umfassender Dokumentation und Mundartbibliothek zu verdanken.
Sohm veröffentlichte Aufsätze über Joseph Misson, aber auch umfangreiche heimatkundliche und dialektologische Studien. Ihm sind auch Neuauflagen der Mundartdichtungen Missons zu verdanken. 1986 wurde ihm in Anerkennung seiner Verdienste der Titel Professor h. c. verliehen. Sein hinterlassenes Werk wird seitens des noch bestehenden Misson-Bundes betreut.

## Veröffentlichungen (Auswahl)
- Joseph Misson und das Waldviertel. In: Das Waldviertel 18, 1969
- Das Misson-Geburtshaus wurde Misson-Gedenkstätte.In: Das Waldviertel 24, 1975.
- Die Mundartdichtung in Niederösterreich. Wien 1980
- Heimatbuch Mühlbach am Manhartsberg. Hohenwarth-Mühlbach 1989.